# Austrosteenisia blackii
Austrosteenisia blackii là một loài thực vật có hoa trong họ Đậu. Loài này được (F.Muell.) R.Geesink miêu tả khoa học đầu tiên.

## Hình ảnh

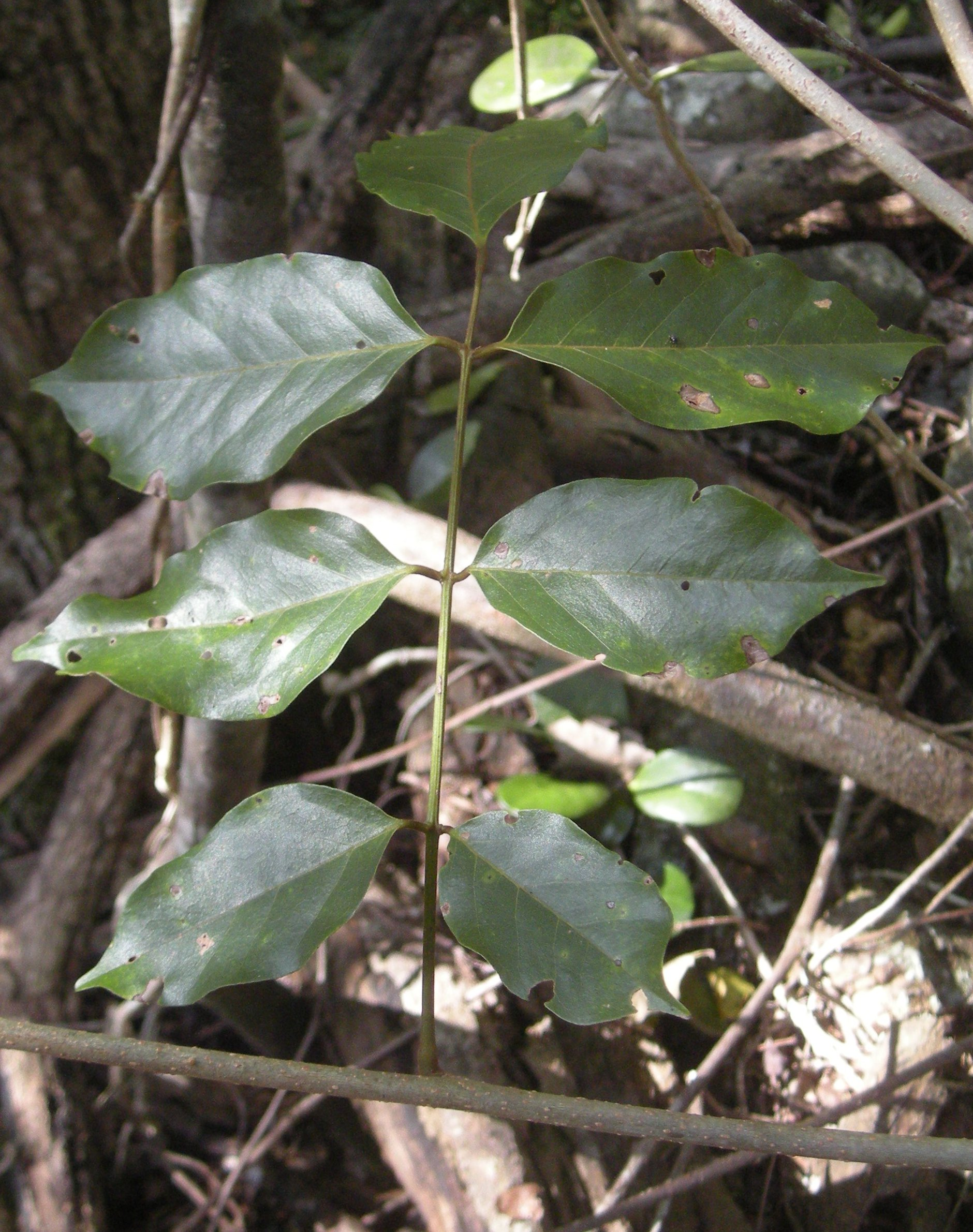